# Пушкарь, Николай Сидорович
Николай Сидорович Пушкарь (3 августа 1930, Шолохово — 21 июля 1995) — советский криобиолог. Член-корреспондент АН УССР (избран 29.03.1978).

## Биография
Родился 3 августа 1930 года в селе Шолохово Никопольского района.
В 1954 году окончил Днепропетровский медицинский институт.
Проректор (с 1968), ректор (1971) Украинского института усовершенствования врачей.
С 1972 года — директор Института проблем криобиологии и криомедицины АН УССР (ныне НАН Украины).

## Научная деятельность
Научные работы Николая Пушкаря посвящены исследованию действия низких и сверхнизких температур на биоматериалы, теории и клинической практике криоконсервирования и трансплантации биоматериалов.

## Награды
Награждён орденом Трудового Красного Знамени и орденом «Знак Почета».
- 1978 — Государственная премия СССР.
- 1980 — премия имени Александра Богомольца АН УССР.

## Ссылка
- Член-корреспондент НАН Украины Пушкарь Николай Сидорович